# 埃根 (伊利諾伊州)
埃根（英語：Egan）是位於美國伊利諾伊州奧格爾縣的一個非建制地區。該地的面積和人口皆未知。

## 地理
埃根的座標為42°11′12″N 89°24′20″W / 42.18667°N 89.40556°W，而該地的平均海拔高度為250米（即820英尺）。